# Pheidonocarpa
Pheidonocarpa é um género botânico pertencente à família Gesneriaceae.

## Espécies
- Pheidonocarpa corymbosa
- Pheidonocarpa cubensis